# Marschacht
Marschacht is een gemeente in de Duitse deelstaat Nedersaksen. De gemeente maakt, als bestuurszetel, deel uit van de Samtgemeinde Elbmarsch in het Landkreis Harburg. Marschacht telt 3.958 inwoners.

## Geografie, infrastructuur
Het bestuur van de gemeente Marschacht en dat van de Samtgemeinde zijn in hetzelfde pand te Marschacht gevestigd.

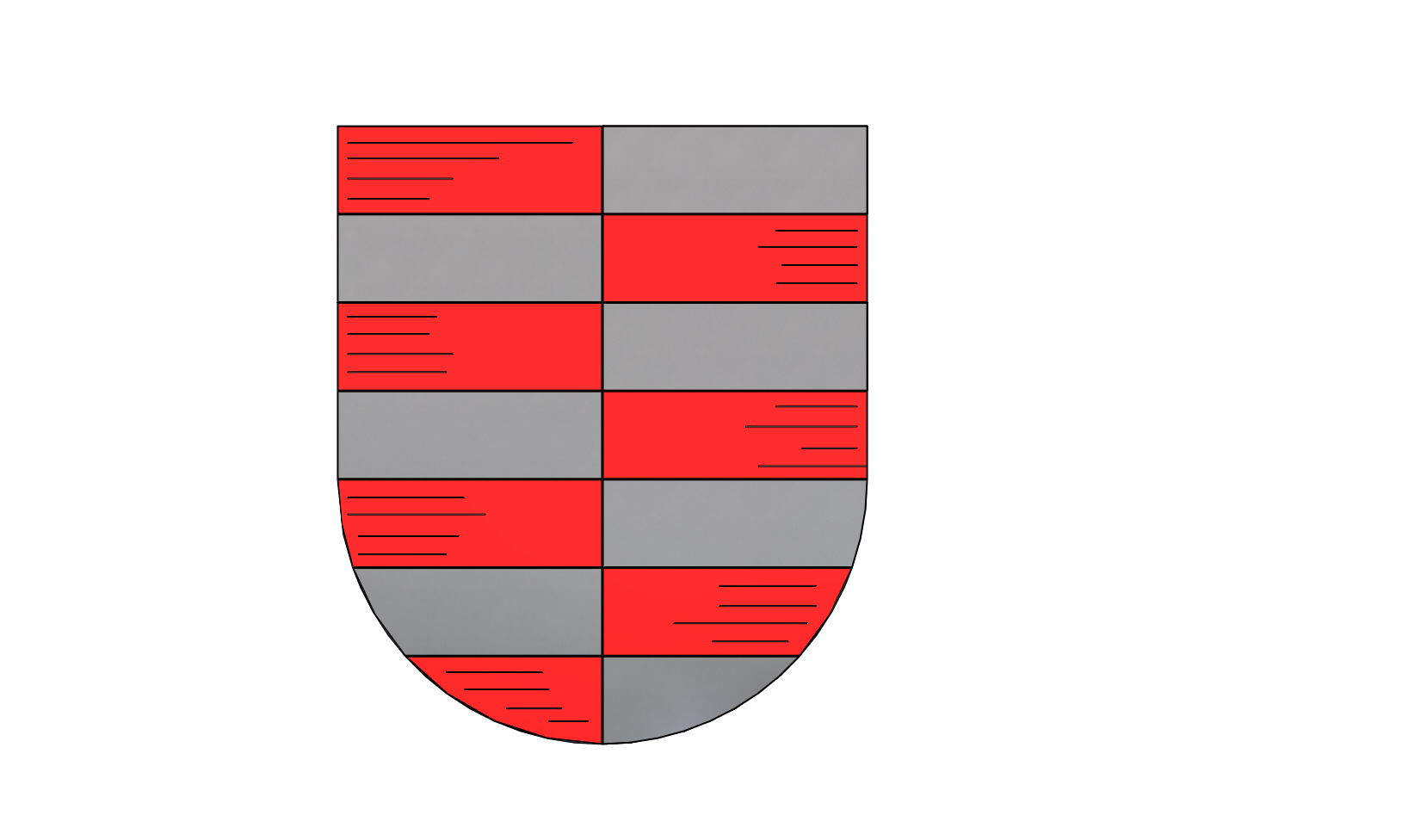
Dorpswapen Oldershausen

De gemeente bestaat uit de volgende dorpen:
- Marschacht (oorspronkelijk Ober- en Niedermarschacht; dit zijn nog altijd officieel twee Ortsteile van de gemeente)
- Oldershausen, een 600 à 700 inwoners tellend dorp aan de rivier de Ilmenau en de Bundesstraße 404, 6 km ten zuiden van Marschacht
- Rönne, een dorp met ruim 600 inwoners, direct ten westen van Marschacht
- Eichholz, een dorpje met ruim 100 inwoners, 3 km ten zuiden van Marschacht.

Ten westen van Rönne ligt een brug in de Bundesstraße 404 (B404) over de Elbe. Deze B404 komt aan de noordwestkant van Geesthacht uit op de Autobahn A25, en loopt zuidwaarts naar het ruim 15 km ten zuiden van de Elbebrug te Rönne gelegen punt Handorf, de nogal in the middle of nowhere gelegen afrit 5 van de Autobahn A39.
Openbaar vervoer van, naar en in de gemeente is beperkt tot enkele buslijnen naar Winsen (Luhe) v.v., waarvan er slechts één ook buiten de spitsuren op schooldagen rijdt. Ook deze bus rijdt echter niet op zon- en feestdagen.
Tegenover Marschacht, in Sleeswijk-Holstein, ligt Geesthacht.

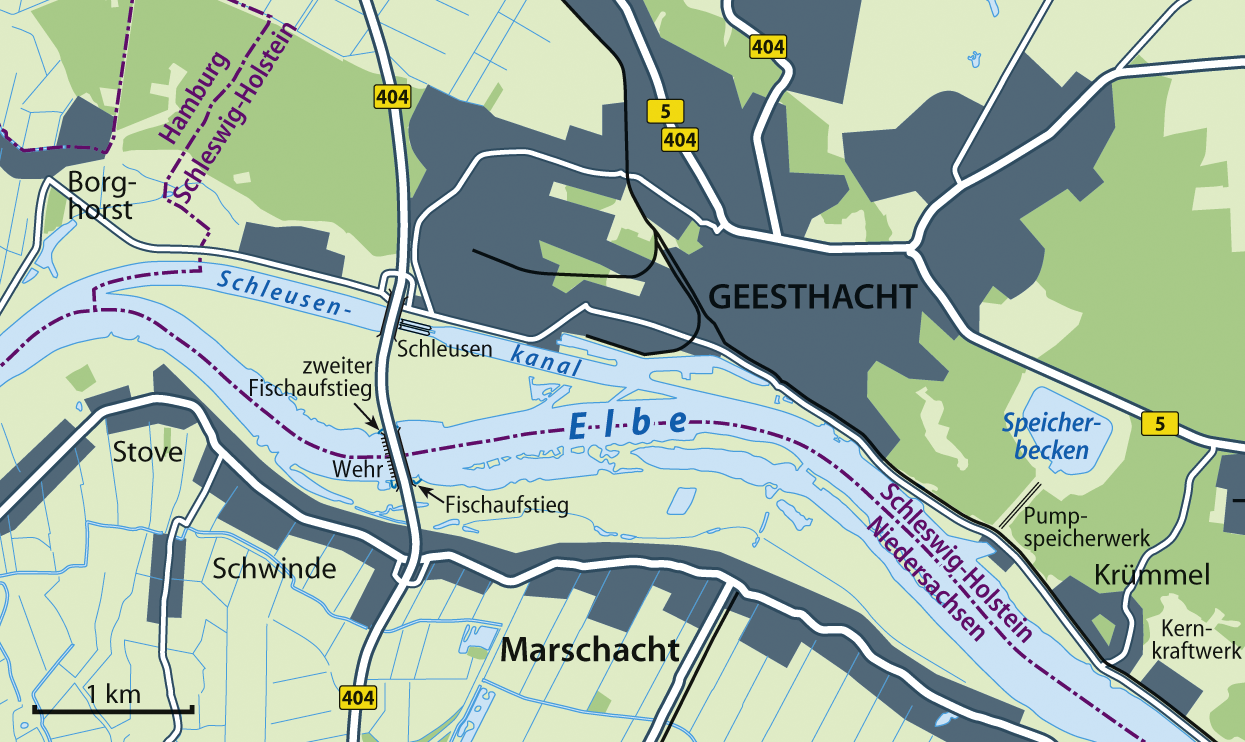
Overzichtskaart Geesthacht en Marschacht

## Geschiedenis
Zie ook: Samtgemeinde Elbmarsch.
Marschacht en het aan de andere kant van de Elbe gelegen Geesthacht ontstonden in de middeleeuwen en waren oorspronkelijk één dorp, dat mogelijk Heghede, dorp nabij omheinde stukken land, heette (er zijn nog drie andere etymologieën mogelijk). In ieder geval wordt de plaats in een document uit het jaar 1216 als Hachede vermeld. De Elbe verlegde echter na een overstroming haar loop en deelde het plaatsje in tweeën. Uiteindelijk ontstond, vermoedelijk in de 13e eeuw, aan de noordkant het tegen hoger gelegen land aan liggende Geesthacht, en aan de zuidkant het in de rivierpolder (Marsch, Vlaams: meers) gelegen Marschacht. Het is van oorsprong een langgerekt dijkdorp aan de Elbe, met dicht op elkaar staande boerderijen, waarachter lange en smalle percelen akker- of weiland.
De huidige dorpskerk werd in de jaren 1613–1615 gebouwd en in 1821 gerenoveerd.
Het dorpje Oldershausen bestaat mogelijk reeds sedert de Vroege Middeleeuwen, maar is later mogelijk enkele eeuwen verlaten geweest. Het ontwikkelde zich als een dorp van vissers en exploitanten van schippersherbergen aan de Ilmenau. De geschiedenis van Oldershausen is veelzijdig, zie onderstaande link voor een uitvoerige beschrijving. Door Oldershausen kronkelt de Neetze, een ruim 50 km lang zijriviertje van de Ilmenau.
De huidige, oorspronkelijk uit 5 dorpen bestaande, gemeente kwam in het kader van een gemeentelijke herindeling tot stand in 1972.

## Economie
In de gemeente, ten zuiden van Marschacht-dorp, staat het hoofdkantoor en één productielocatie van een concern, dat tot de chemische industrie behoort. Dit bedrijf, Bruno Bock & Co. GmbH, is één van de belangrijkste producenten ter wereld van thioglycolzuur en aanverwante stoffen. Dit zijn grondstoffen voor o.a. cosmetica en plastics. De onderneming heeft ook twee grote fabrieken in de Verenigde Staten en de Volksrepubliek China. Bij deze fabriek begint een goederenspoorlijntje via het station van Winsen (Luhe) naar Maschen Rangierbahnhof.
Marschacht is verder een nog sterk door de landbouw gekenmerkte gemeente. Een klein industrieterrein voor lokaal en regionaal midden- en kleinbedrijf ligt aan de B 404, halverwege Eichholz en Oldershausen. Na 1970 werd het dorp uitgebreid met nieuwe woonwijken, bewoond door medewerkers van de chemische fabriek en door woonforensen met een werkkring te Hamburg.

## Bezienswaardigheden

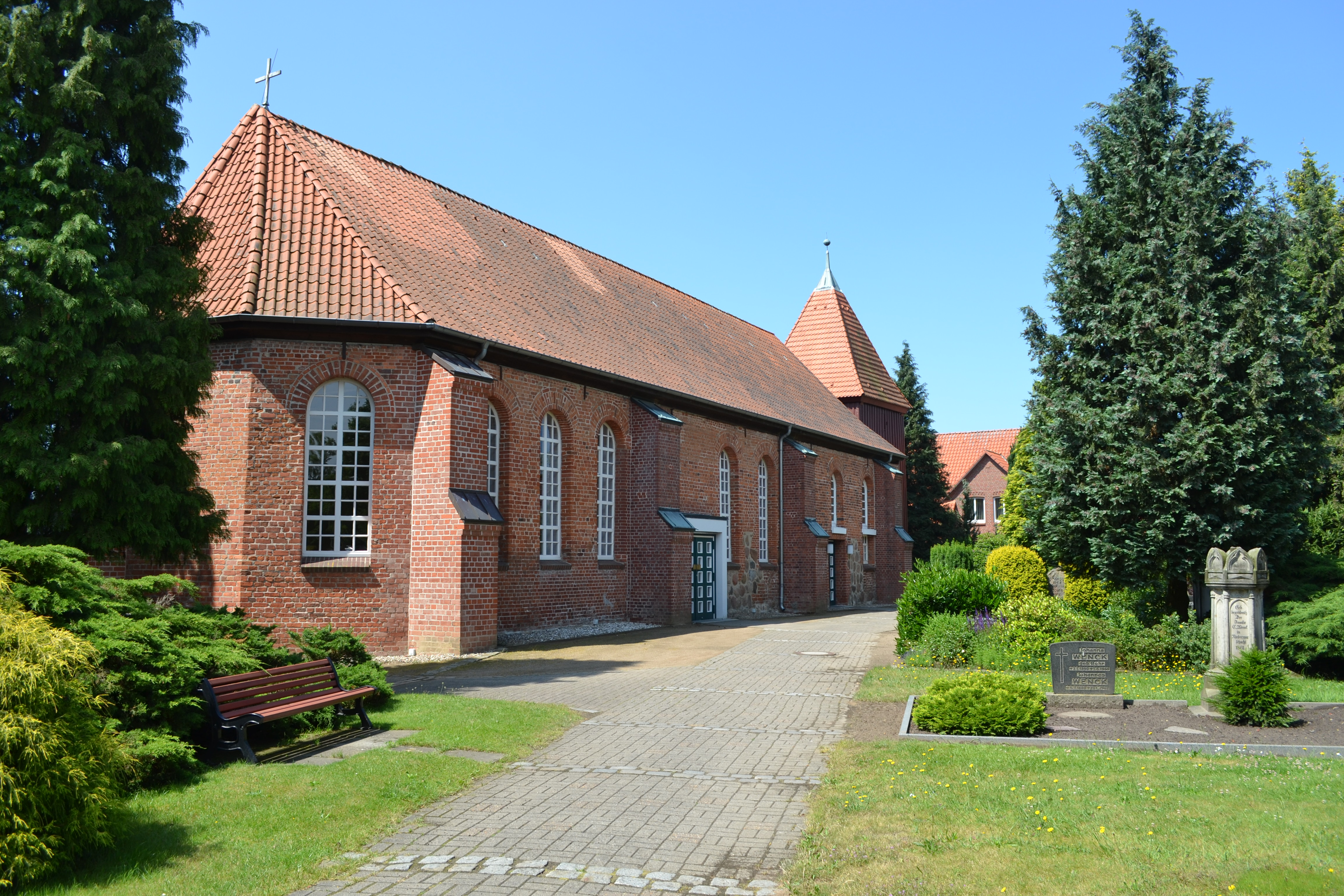
Dorpskerk van Marschacht
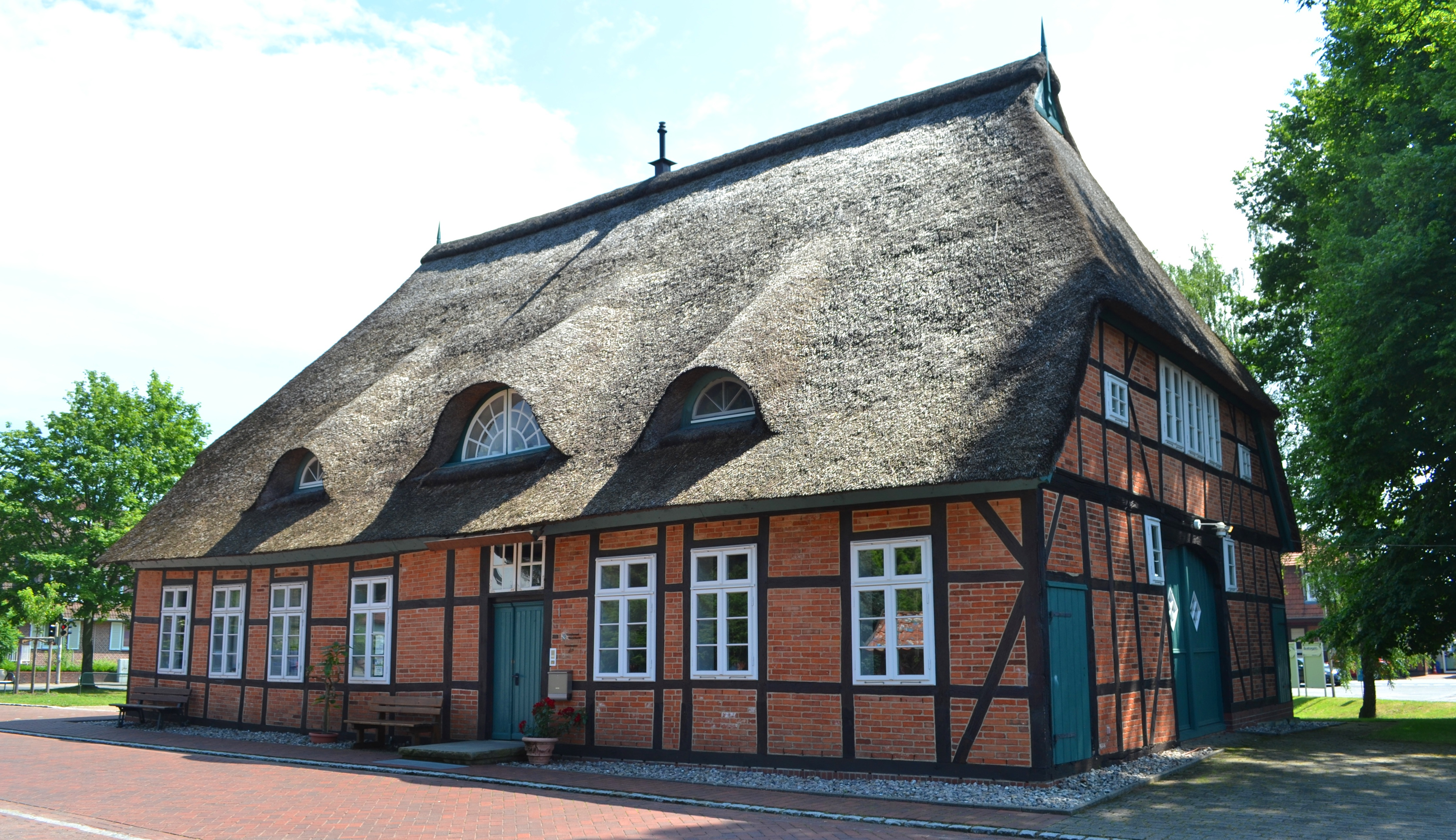
Voormalige kosterswoning bij deze kerk
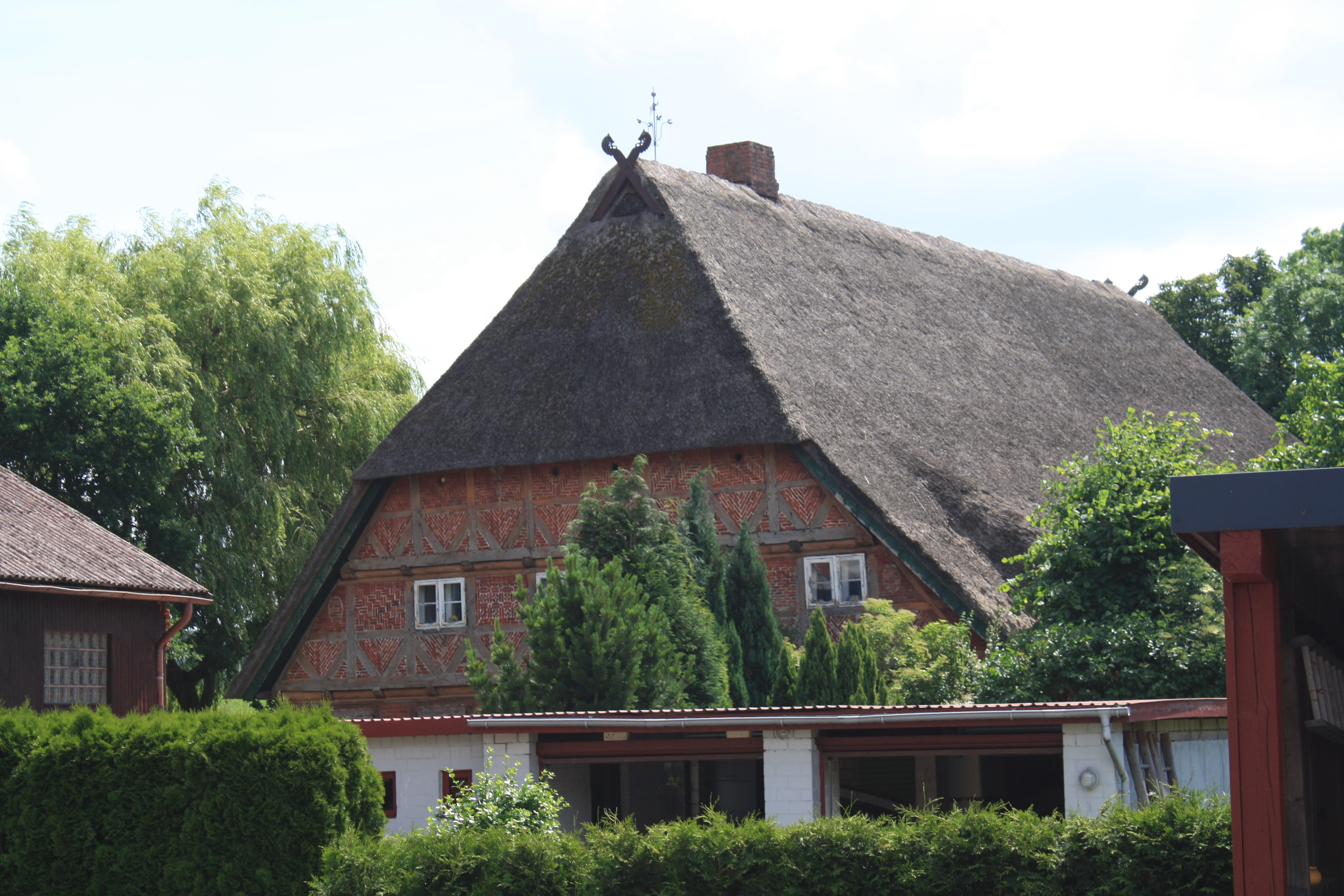
Eén van de talrijke karakteristieke oude boerderijen van het dorp
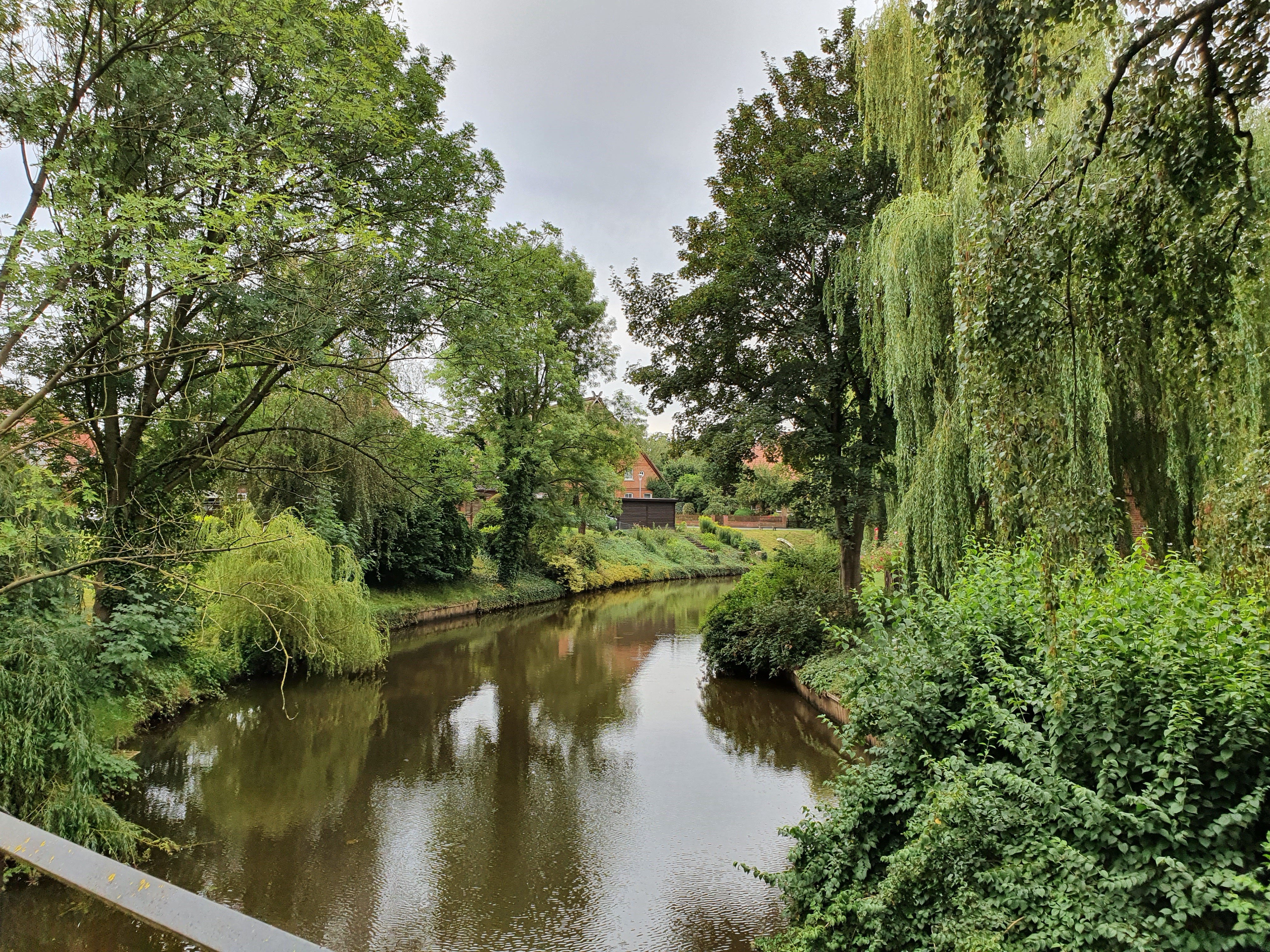
Bruggetje over de Neetze te Oldershausen

In de gemeente staan verscheidene schilderachtige, oude boerderijen. Afgezien van een door de gemeente lopende langeafstands-fietsroute, langs de Ilmenau, is het toerisme van weinig betekenis.